# Меј Робсон
Меј Робсон или Меи Робсн (енгл. May Robson) је била аустралијска глумица, рођена 19. априла 1858. године у Мелбурну, а преминула 6. октобра 1942. године у Њујорку. Номинована је за Оскара за најбољу главну глумицу за улогу у филму Дама за један дан.

## Филмографија
| Улоге Меј Робсон |                  |               |       |          |
| Година           | Српски назив     | Изворни назив | Улога | Напомена |
| 1937.            | Звезда је рођена |               |       |          |